# Afrocarpus gracilior
Espèce
Classification phylogénétique
Statut de conservation UICN

 LC  : Préoccupation mineure
Afrocarpus gracilior est une espèce d'arbres de la famille des Podocarpaceae. 
On trouve cette espèce en Éthiopie, au Kenya, en Tanzanie et en Ouganda.

## Utilisation
On utilise son bois.

## Synonyme
- Decussocarpus gracilior (Pilg.) de Laub.
- Podocarpus gracilior Pilg.